# Francis Gailey
Francis „Frank” Gailey (ur. 21 stycznia 1882 w Brisbane, zm. 10 lipca 1972 w Garden Grove) – australijski pływak, srebrny medalista olimpijski z Saint Louis na 220, 440 i 880 jardów stylem dowolnym i brązowy medalista na 1 milę kraulem. Do 2009 roku był uznawany za pływaka amerykańskiego.